# Ханнелиус, Джи
Женевье́в Найт «Джи» Ханне́лиус (англ. Genevieve «G.» Hannelius; род. 22 декабря 1998, Бостон, Массачусетс, США) — американская актриса, комедиантка и певица, известная по ролям в сериалах канала Дисней («Ханна Монтана», «Дайте Санни шанс», «Держись, Чарли!» и «Собака точка ком»). Является выпускницей студии молодого актёра.

## Биография
Джи родилась в Бостоне, штат Массачусетс. В возрасте трёх лет она переехала в южный Мэн, в юном возрасте начала играть в местных театральных постановках. Летом 2005 года Джи сыграла роль Мадлен в постановке Madeline’s Rescue в Детском театре Мэна. После успеха постановки Джи стала одной из ведущих актрис в своем театре, где играла в различных постановках несколько лет. В 2007 году Джи на три месяца уехала в Лос-Анджелес, штат Калифорния, чтобы попробовать себя на прослушиваниях в кино и телевидение. Прослушивания прошли успешно, и в 2008 году, когда Женевьеве предложили роль в телесериале «Дайте Санни шанс», она вместе с семьёй переехала в Лос-Анджелес.

### Карьера
Первой ролью для Ханнелиус стала Кортни Паттерсон из сериала «Surviving Suburbia». Позже она сыграла второстепенную роль Дакоты Кондор в сериале канал Дисней «Дайте Санни шанс» и несколько камео в сериале «Ханна Монтана», где она воплотила образ поклонницы по имени Тиффани. В 2010 году Джи сыграла роль Джо Кинер в сериале «Держись, Чарли!». Параллельно актриса снималась в оригинальном кино канала Дисней «Один брат на весь отряд», где она сыграла роль Эмили Пирсон.
На данный момент актриса продолжает сниматься в различных проектах Disney Channel. Наибольшую популярность ей принесла роль Эвери Дженнингс в комедийном сериале «Собака точка ком», премьера которого состоялась 12 октября 2012 года. Также актриса занимается озвучиванием таких мультсериалов, как «София Прекрасная» и «С приветом по планетам».
Также актриса снялась в мини-сериале «Корни», премьера которого состоялась весной 2016 года.
В проекте «Матрица времени» Джи сниматься не будет. Это подтвердил официальной аккаунт фильма.

## Личная жизнь
В мае 2017 года Джи окончила среднюю школу Сьерра-Каньона.
С ноября 2016 года встречается с Джеком Чиате.

## Избранная фильмография
| Год       |   | Русское название        | Оригинальное название     | Роль                         |
| --------- | - | ----------------------- | ------------------------- | ---------------------------- |
| 2009      | с | Ханна Монтана           | Hannah Montana            | Тиффани                      |
| 2009—2010 | с | Дайте Санни шанс        | Sunny with a Chance       | Дакота Кондор                |
| 2010      | ф | В поисках Санта Лапуса  | The Search for Santa Paws | Джени                        |
| 2010—2011 | с | Держись, Чарли!         | Good Luck Charlie         | Джо Кинер                    |
| 2010      | ф | Один брат на весь отряд | Den Brother               | Эмили Пирсон                 |
| 2012—2014 | с | Собака точка ком        | Dog With a Blog           | Эйвери Дженнингс             |
| 2014      | ф | Джесси                  | Jessie                    | Макензи (Мак) / Безумная Мак |
| 2017—2018 | с | Американский вандал     | American Vandal           | Криста Карлайл               |